# Centris americana
Centris americana là một loài Hymenoptera trong họ Apidae. Loài này được Klug mô tả khoa học năm 1810.